# Lekanis
Lekanis (stgr. λεκανίς lekanís, l.mn. lekanides) – rodzaj starożytnego greckiego naczynia ceramicznego, płytkiej, niskiej miski z pokrywką i dwoma poziomymi imadłami.

## Charakterystyka
Naczynia typu lekanis były owalne, niskie, wyposażone w szeroką stopę i dwa poziome wstęgowe uchwyty umieszczone pod brzegiem. Po wewnętrznej stronie naczynia, wokół brzegu znajdował się pas, stanowiący oparcie dla pokrywy. Pokrywa posiadała uchwyt. Forma pojawiła się na stałe w drugiej połowie VI wieku p.n.e., szczególnie w ceramice czerwonofigurowej oraz czarnofigurowej z końca V w. p.n.e. W dekoracjach na wazach czerwonofigurowych, przedstawiających sceny z procesji ślubnych, lekanisy przedstawiane były jako prezenty ślubne.
U starożytnych Greków terminu „lekanis” używano do nazywania naczyń kuchennych służących do gotowania, pojemników na biżuterię, ale także naczyń toaletowych.
Formą podobną do typu lekanis jest lekane. Lekanai jednak nie posiadały wieka.

## Przykładowe formy

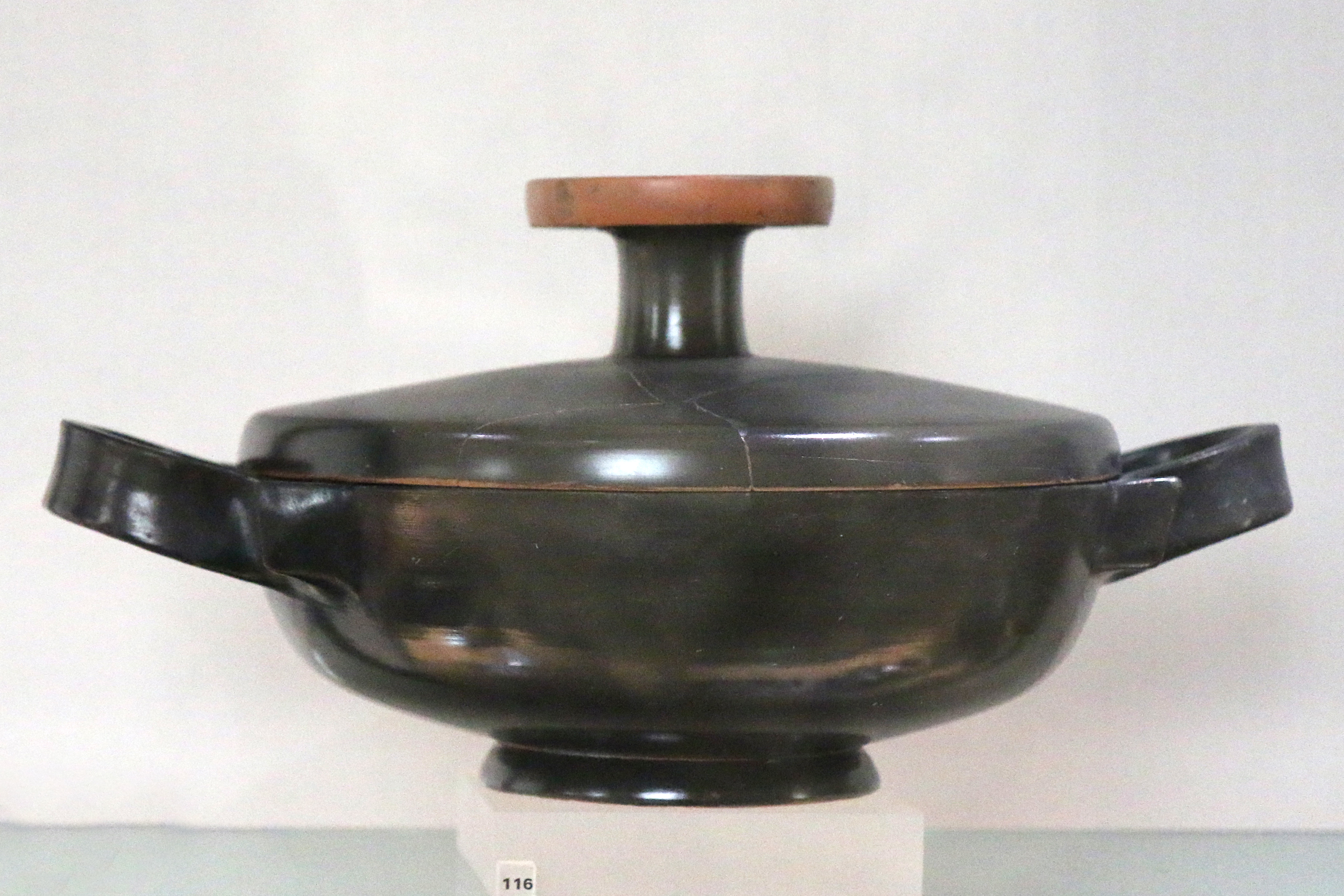
Lekanis czarnofirnisowana, warsztat kampański, 450–400 p.n.e. (Musée d’archéologie méditerranéenne, Marsylia)
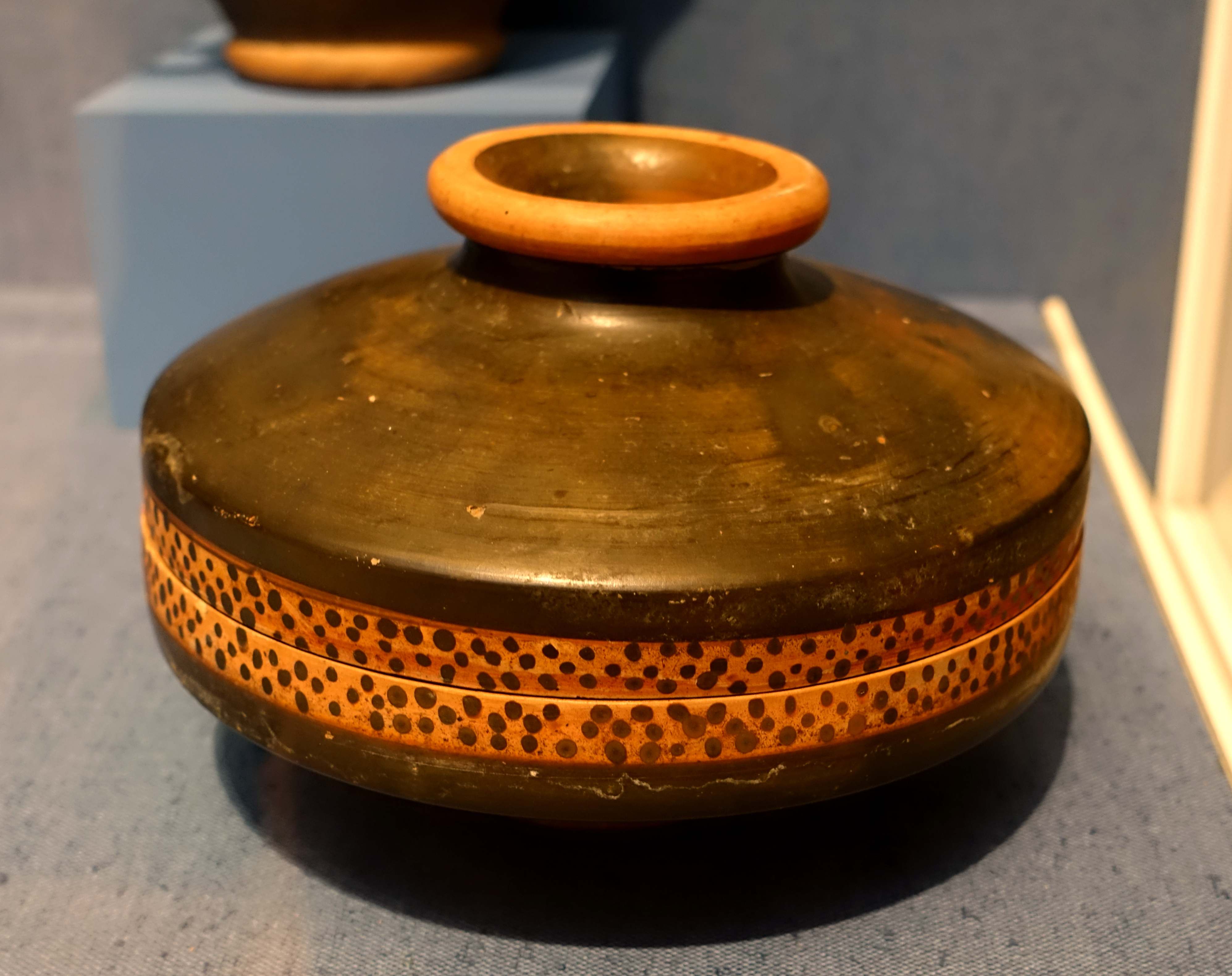
Lekanis czarnofirnisowana, warsztat kampański, 399–200 p.n.e. (Portland Art Museum)
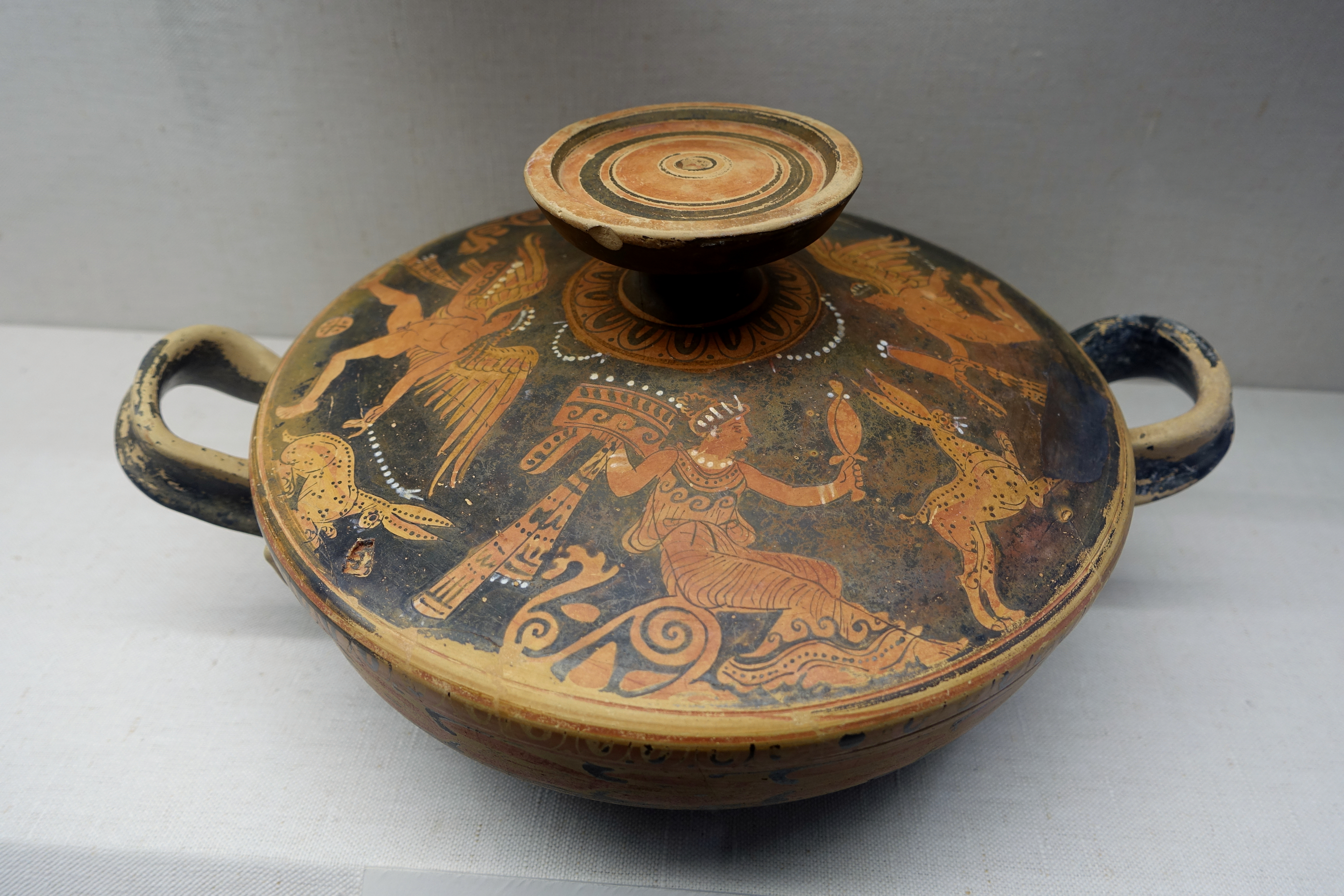
Lekanis koryncka, ok. 380 p.n.e. (Martin von Wagner Museum, Würzburg)
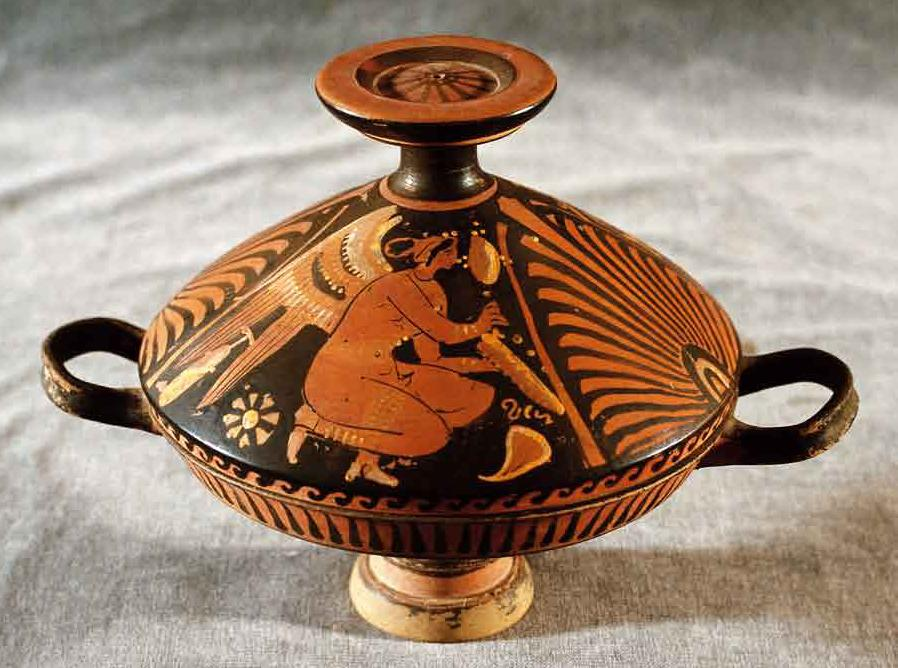
Lekanis apulijska, czerwonofigurowa, 330–320 p.n.e. (Museu de Arte de São Paulo)
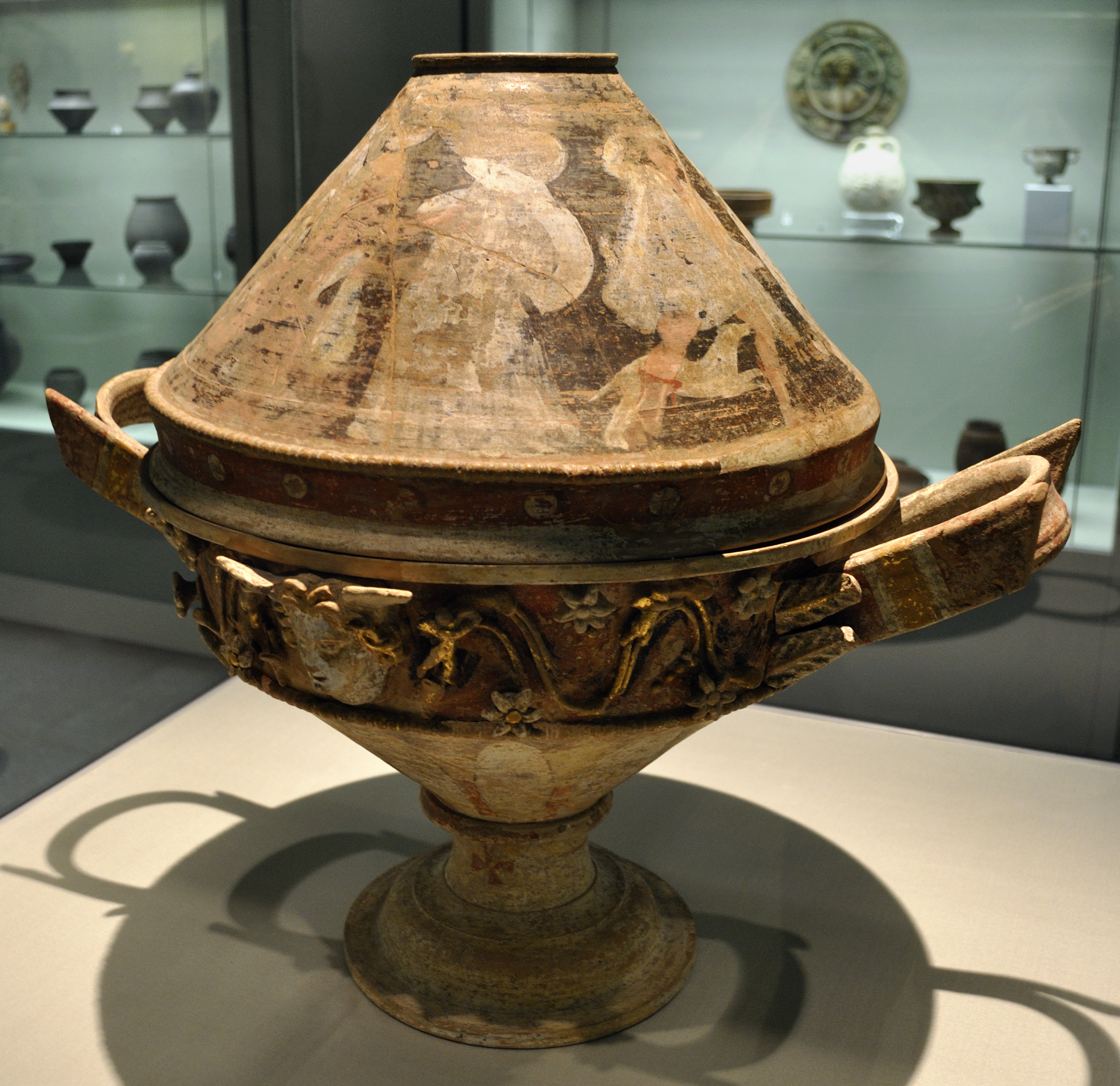
Lekanis sycylijska typu Centuripe, III w. p.n.e. (Hetjens-Museum, Düsseldorf)
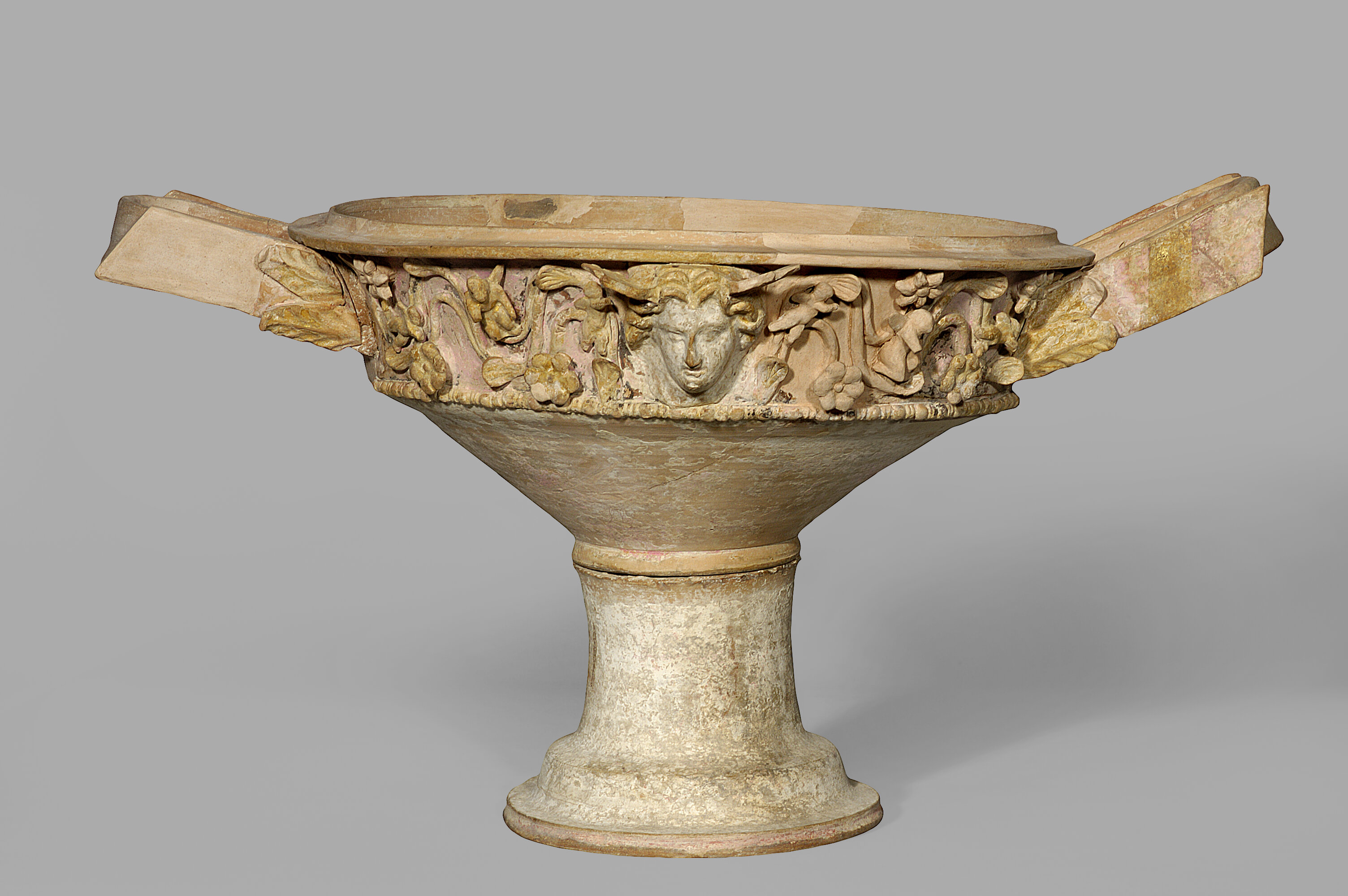
Lekanis z głową Meduzy na nóżce, 1. poł. III w. p.n.e. (Muzeum Narodowe w Warszawie)